# Cónclave de marzo de 1605
El cónclave papal de marzo de 1605 se convocó a la muerte de Clemente VIII y culminó con la elección del cardenal Alejandro de Médici como papa León XI. Fue el primero de los dos cónclaves papales de 1605. León XI falleció el 27 de abril de 1605, tan solo veintiséis días después de su elección. El cónclave estuvo dominado por el conflicto sobre si el cardenal César Baronio debía ser elegido papa, y Felipe III de España excluyó tanto a Baronio como al candidato que finalmente resultó vencedor, Médici.

## Contexto
El 17 de septiembre de 1595, Clemente VIII aceptó la decisión de Enrique IV de Francia de convertirse a la Iglesia católica, que Enrique había tomado previamente para asegurar la monarquía francesa, y presidió una ceremonia de absolución papal que levantó la orden de excomunión que le había impuesto Sixto V. La facción española se había opuesto previamente a que el papa tomara estas medidas, pero los negociadores franceses habían hablado de la posibilidad de un cisma; esto, junto con las victorias de Enrique en las Guerras de religión francesas, superó la oposición española.
Clemente también formó una comisión que anuló el matrimonio de Enrique con Margarita de Valois tras la muerte de su amante Gabrielle d'Estrées. Posteriormente, Clemente ayudó a organizar el matrimonio de Enrique con María de Médici, lo que aseguró una sucesión católica.
Clemente trabajó para reducir la influencia de los cardenales españoles en el Colegio Cardenalicio; nombró a cinco cardenales franceses, y los cardenales italianos que nombró fueron considerados neutrales. Clemente quería que los cardenales franceses que nombró estuvieran presentes en Roma y participaran en el gobierno de la Iglesia. Enrique IV también exigió que tres cardenales franceses fueran a Roma, y estuvieron presentes en la muerte de Clemente el 3 de marzo de 1605.
Además de la política secular que las impactó, las elecciones papales durante este período estuvieron marcadas por una estrategia de las familias de la élite que buscaban adquirir prestigio y poder. Estas estrategias a menudo se desarrollaban a lo largo de varias generaciones mediante el patrocinio y la acumulación de riqueza, y se esperaba que los miembros de la familia obsequiaran favores una vez que un individuo era elegido para el papado.
A la muerte de Clemente, existía una disputa sin resolver entre la Compañía de Jesús y la Orden Dominicana sobre la naturaleza de la gracia divina y el libre albedrío. Los cardenales que entraron en el cónclave juramentaron resolver la disputa rápidamente si eran elegidos papas.

## Participantes
El papa Nicolás II había reservado el derecho de elegir al papa a los cardenales obispos, sacerdotes y diáconos de Roma en 1059. En 1586, el papa Sixto V ordenó que el número máximo de cardenales sería setenta. De estos setenta, el Colegio Cardenalicio tenía sesenta y nueve miembros en el momento de la muerte de Clemente VIII, pero solo sesenta de ellos estuvieron presentes para la apertura del primer cónclave de 1605, y sesenta y un electores estuvieron presentes para la elección de León XI.
Cuando se convocó, el colegio contaba con miembros creados por seis papas diferentes: Pío IV, Sixto V, Gregorio XIII, Gregorio XIV, Inocencio IX y Clemente VIII. De estos, los creados por Clemente fueron los más numerosos, con treinta y ocho cardenales electores. Inocencio IX había creado a uno de los electores del cónclave; Gregorio XIV había creado a cinco, Sixto V a once, Gregorio XIII a cuatro y Pío IV a uno.
Pietro Aldobrandini, cardenal sobrino de Clemente VIII, fue el elector que lideró la facción con mayor número de votos, con veintidós de las treinta y ocho creaciones de Clemente siguiendo sus instrucciones. Alessandro Peretti di Montalto, sobrino de Sixto V, lideró una facción de ocho cardenales. Trece de los cardenales electores eran leales a la monarquía española; estos electores y la facción leal a Montalto estaban alineados. Además de estos grupos, ocho de los electores formaron una facción leal a la corona francesa.

## Cónclave
El cónclave tuvo lugar en el Palacio Apostólico de Roma. Fuentes de la época del cónclave enumeran hasta veintiún candidatos posibles considerados por los cardenales, pero solo César Baronio y Alessandro Ottaviano de' Medici, ambos apoyados por los franceses pero opuestos por los españoles, fueron discutidos seriamente durante el cónclave. Baronius era el candidato favorito; las probabilidades de que fuera elegido eran de 10:100 según los corredores de apuestas romanos, que tomaron apuestas en la elección a pesar de la prohibición de la práctica por Gregorio XIV. 
Baronio recibió 23 votos durante el primer escrutinio; esto se consideró bueno porque muchos electores que lo apoyaron habían emitido sus primeros votos para amigos. Francia favoreció a Baronio, quien también tenía el respaldo de los cardenales franceses. También fue el candidato de primera opción de Pietro Aldobrandini, el sobrino de Clemente VIII, quien buscó elegir a un cardenal que fue creado por su tío, como lo fue Baronio.
Aldobrondini había llegado a un acuerdo con el gobierno francés, a través de François de Joyeuse, para retirar su apoyo a Antonio Maria Gallo. A cambio, Aldobrandini exigió que los franceses no apoyaran a Girolamo Bernerio ni a Alessandro Peretti di Montalto. Los franceses también acordaron no vetar a Paolo Emilio Zacchia, el candidato secreto de Aldobrondini en estas elecciones.
Tras los resultados del primer escrutinio, el cardenal Ávila, representante de Felipe III de España en el cónclave, anunció que Felipe había vetado a Baronio, quien, en un volumen de sus Annales Ecclesiastici publicado en 1605, había criticado la injerencia de los monarcas españoles en los asuntos eclesiásticos. Esto provocó una profunda antipatía por Baronio por parte de la monarquía española, que la publicación del volumen fue prohibida en territorio español. Algunos electores leales a España se mostraron disgustados con la exclusión de Baronio, y Filippo Spinelli se mostró hostil a ella. Se cree que Federico Borromeo y Francesco Sforza también estaban indignados por la exclusión.
La exclusión de Baronio por Ávila provocó un enfrentamiento con Aldobrandini; los cardenales comenzaron a alzarse la voz, afirmando cada uno que estaría dispuesto a que el cónclave durara más de un año para elegir a su candidato preferido. Ávila y Aldobrandini se enfrentaron por segunda vez, lo que provocó gritos y empujones; la multitud que se encontraba afuera interpretó erróneamente esto como una señal de elección por aclamación y abrió las puertas del cónclave mientras este aún estaba en sesión.
En ese momento, los españoles esperaban que los cardenales Guevara, Colona y Zappata llegaran antes del final del cónclave para aumentar su número, pero no llegaron. Asimismo, Aldobrandini esperaba la llegada del cardenal Ginasio, quien tampoco entró en el cónclave antes de su finalización. El único cardenal elector adicional que llegó fue Franz von Dietrichstein; el partido antiespañol intentó ganar su apoyo para Baronio recordándole los favores que había recibido de Clemente VIII; sin embargo, finalmente, Giovanni Andrea Doria, Carlo Gaudenzio Madruzzo y Odoardo Farnesio —todos leales a España— lo persuadieron para que se opusiera a Baronio.
Baronio quedó a nueve votos de la elección; treinta y dos de los electores lo apoyaron, pero él se negó a defender su propia elección o a aceptar la elección por aclamación. Aldobrandini no logró persuadir a algunos miembros de su facción para que votaran por Baronio, a quien consideraban demasiado estricto. Para el 30 de marzo, Aldobrandini se había resignado a buscar otros candidatos.

## Elección de León XI
La elección se complicó aún más por las luchas entre las facciones leales a Aldobrandini y Montalto, cuyos números aproximadamente iguales se anularon entre sí. El escrutinio inicial el 1 de abril arrojó veintiocho votos para Baronio y trece para Médici. El cardenal francés François de Joyeuse había estado buscando la elección de Médici durante todo el cónclave y se había asegurado el apoyo de Montalto para su candidato.
Montalto estaba aliado con los españoles y previamente había respaldado a Tolomeo Galión. Joyeuse había estado anticipando el apoyo de Aldobrandini para la elección de Médici, pero esto no ocurrió inmediatamente. Aldobrandini apoyó a Laudivio Zacchia, pero finalmente transfirió su apoyo a Médici. Aldobrandini finalmente fue persuadido de la necesidad de elegir a Médici, cambiando su voto a Médici al escuchar a Baronio instar a la elección inmediata de su rival.
Aldobrondini fue entonces a la habitación de Medici, donde se habían reunido más de dos tercios de los electores, y eligieron a Medici papa. Medici era pariente de María de Médici, reina de Francia; el rey francés Enrique IV había gastado mucho dinero en su candidatura.
Tras la elección de Médici, Ávila reveló que Felipe III también lo había excluido y protestó con tanta fuerza que se le oyó en la calle. Los cardenales que habían elegido a Médici respondieron que protestar la elección era inútil una vez que el candidato había sido elegido papa. Tras su elección en su despacho, se realizó un escrutinio que confirmó el resultado. Tras su elección, Médici adoptó el nombre de León XI en honor a su tío abuelo León X. Su elección convirtió a León en el cuarto cardenal nombrado papa por Gregorio XIII en su consistorio de 1583.
La elección de León se consideró una victoria para Francia por ser pariente de la reina francesa. Tras su elección, los partidarios de la corona francesa celebraron en las calles de Roma. Sin embargo, el reinado de León se limitó al mes de abril de 1605; se resfrió al aparecer en público y falleció el 27 de abril de 1605, veintiséis días después de su elección.